# Chapelle de Pontpierre
```

```

La chapelle de Pontpierre, appelée aussi chapelle du bois de Pontpierre ou chapelle du Bon-Dieu-Abandonné, située  au milieu de la forêt de Pontpierre en Moselle, est un édifice religieux historique béni en 1835 avec l’accord de l’évêque de Metz et devenu depuis lors un lieu de pèlerinage. Détruite par la construction de la ligne Maginot, elle est reconstruite par une association locale de bénévoles avant d’être consacrée une seconde fois en 2008 par Mgr Pierre Raffin.

## Les dates clés
- 1733 : découverte d’hosties abandonnées et pose d’une croix en bois sur le lieu[1]
- 1803 : remplacement par une croix en fer[1],[2],[N 1]
- 1830 : construction de la chapelle[4],[1]
- 1835 : bénédiction de la chapelle
- Seconde Guerre mondiale : transformation en une infirmerie militaire puis destruction
- 1957 : pose d’une croix en pierre en face des ruines
- 1993 : création de l’association des Amis de la chapelle le 19 mars 1993[5]
- 1993–1996 : recherche des traces du passé, consultations et permis de construire
- 1996 : pose de la première pierre le 19 mai 1996 et plantation du premier sapin[5]
- 1996–1998 : construction et organisation de manifestations
- 1997 : visite de Mgr Pierre Raffin le 19 novembre 1997
- 1998 : bénédiction de la chapelle par Mgr Raffin le 20 juin 1998[5]
- 2016 : dissolution de l'association et dévolution du bâtiment[5]

## Historique
Son implantation dans la forêt communale — aux limites des bans de Pontpierre, Teting-sur-Nied, Laudrefang et Tritteling — est due à une étrange circonstance ayant bouleversé la vie de la paroisse de Pontpierre en 1733. Cette année-là, des bûcherons se rendant à leur travail à l’aube découvrent un jour dans une clairière des plaquettes de couleur blanche qu’ils reconnaissent être des hosties. Alors que leur plus jeune compagnon arrive au village où il est dépêché en vue de prévenir le curé, le sonneur sort hébété de l’église qu’il avait trouvée ouverte et dans laquelle le tabernacle a été fracturé et vidé. Une procession expiatoire immédiatement mise sur pied se rend alors sur les lieux, curé en tête, en vue de récupérer les hosties et, peu de jours plus tard, on y érige une croix en bois — remplacée en 1803 par une croix en fer que l’on abrite en 1830 dans une chapelle en l’honneur du Dieu des Saints Sacrements et que le peuple dédie au « Bon-Dieu-Abandonné,, » — connue aussi sous le nom de « La croix perdue ». Cette chapelle est solennellement bénie en 1835 avec l’accord de l’évêque de Metz par l’intermédiaire de monsieur le curé Jacquemin de la paroisse de Bambiderstroff.

### La grande croix de Pontpierre…
Dans une publication parue en 1984, Denis Metzger postule que la grande croix de Pontpierre appartient conjointement à deux groupes :
- le groupe no 1 s’inspire plus ou moins directement de l’ancienne croix de peste de Longeville du type calvaire. Elle se présente sous la forme d’un piédestal rectangulaire et d’une grande croix de pierre sur laquelle apparaît le Christ, lui-même encadré de statues en ronde bosse de saint Sébastien et saint Roch[8],[9].
- le groupe no 2 comprend une douzaine de monuments plus sommaires : les statues qui entourent la croix ont généralement disparu ; si les représentations de saint Roch et de saint Sébastien figurent en bas-relief sur le fût-stèle ou sur le piédestal, l’ensemble s’identifie concomitamment à la classification première en raison de la représentation du martyre de saint Érasme sur ledit fût-stèle, le tout encadré par deux statues en ronde bosse illustrant la vierge Marie et saint Joseph. En outre, les figures de Saint Sébastien et de saint Roch apparaissent sur le piédestal et y encadrent un troisième personnage qui pourrait représenter Marie Madeleine[8],[9].

Le Dr Alain-Claude Jacob, couronné par l’Académie nationale de Metz, a également publié une thèse de doctorat en médecine qui étudie la réaction et le comportement des populations placées sous l’onde de choc de l’épidémie de choléra qui a commencé à frapper la France à partir de 1832. Entre autres observations, ce médecin relève que « devant la quasi-impuissance de la médecine, les habitants de la Moselle, qui sont catholiques à 95 %, se tournent vers Dieu, soit pour lui demander d’éloigner le fléau de leur commune, soit pour le remercier de les avoir épargnés, ainsi qu’en témoignent les nombreux calvaires et chapelles érigés à cette époque ».

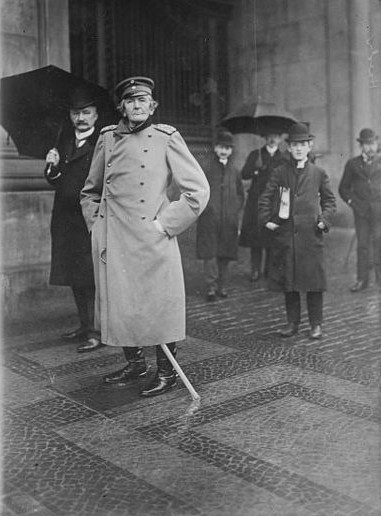
Le général Gottlieb von Haeseler.

### … ou le « calvaire » des officiers prussiens
Le site inspire le général Gottlieb von Haeseler, commandant le XVIe corps d’armée à Metz de 1890 à 1903, qui impose de perverses missions à ses jeunes officiers qui lui paraissent désœuvrés. Il se complaît à leur ordonner de se rendre à cheval, de préférence au cours d’une tempête de neige, au calvaire de Pontpierre situé en pleine forêt pour y déposer à un endroit précis le pli qu’il leur a confié. Aussi les habitants du village ne sont pas démesurément surpris lorsqu’un cavalier prussien frappe à leurs volets au milieu de la nuit pour s’enquérir de son chemin vers la chapelle. Et généralement, il arrive que deux heures plus tard, un autre cavalier soit à la recherche de la chapelle afin de prendre en charge un pli important qui s’y trouve déposé.

### À partir de 1908
La messe est célébrée à la fête de saint Marc, à un des trois jours des Rogations et une fois par mois, lorsque le curé en décide l’instant et que le chemin cahoteux est praticable. Les croyants de Pontpierre ont une grande dévotion à ce « Bon-Dieu-Abandonné,, », comme ils le nomment. Ils y vont souvent en pèlerinage au printemps et en été prier pour la guérison de leurs malades et pour la bénédiction de leurs champs. L’état intérieur et extérieur de la chapelle est convenable mais sans luxe, car durant l’hiver le sanctuaire est peu visité. Un simple autel en bois décoré de laiton et d’or, une croix entourée de quatre grands chandeliers, des portraits de saint Roch et de saint Sébastien de part et d’autre de l’autel, une statue de Marie en plaqué or, quelques bancs et des gravures en font tout l'aménagement. Aucun objet de valeur n’y est laissé et chaque fois que la messe y est célébrée le calice et la chasuble de l’église paroissiale y sont apportés. Trois à quatre fois par année, elle est nettoyée, époussetée et aérée. La chapelle n’a aucun revenu hormis les dons des croyants.

### La ligne Maginot
Au terme de la Première Guerre mondiale, des villageois sont mobilisés pour ériger la ligne Maginot dont le tracé passe par la chapelle. De ce fait, celle-ci est réquisitionnée, fortifiée par un talus de terre pour être transformée en une infirmerie militaire. Cette époque de l’histoire lui est fatale. La toiture, les boiseries, les parois, tout est détruit. Seuls un muret d’une hauteur moyenne de 50 cm, un dallage posé sur du sable et un pas de porte recouvert par des gravats témoignent encore de son emplacement. Son histoire et sa place dans la vie du village ont marqué les esprits et des décennies plus tard les habitants en parlent toujours avec nostalgie.

## L’association des Amis de la chapelle de Pontpierre
Le 19 mars 1993, un jeune villageois, soutenu par un groupe d’anciens, décide de créer une association pour reconstruire la chapelle. 

### Constitution du comité
| Président          | Philippe Albert  | Pontpierre      |
| Vice-président     | Clément Volff    | Pontpierre      |
| Premier trésorier  | Antoine Becker   | Pontpierre      |
| Second trésorier   | Jean Becker      | Teting-sur-Nied |
| Premier secrétaire | Pierre Ciunek    | Pontpierre      |
| Second secrétaire  | Séraphin Albert  | Pontpierre      |
| Assesseurs         | Christian Hauser | Pontpierre      |
| Assesseurs         | Gustave Simonet  | Pontpierre      |
| Assesseurs         | Joseph Weisse    | Teting-sur-Nied |

### Avant les travaux, de 1993 à 1996

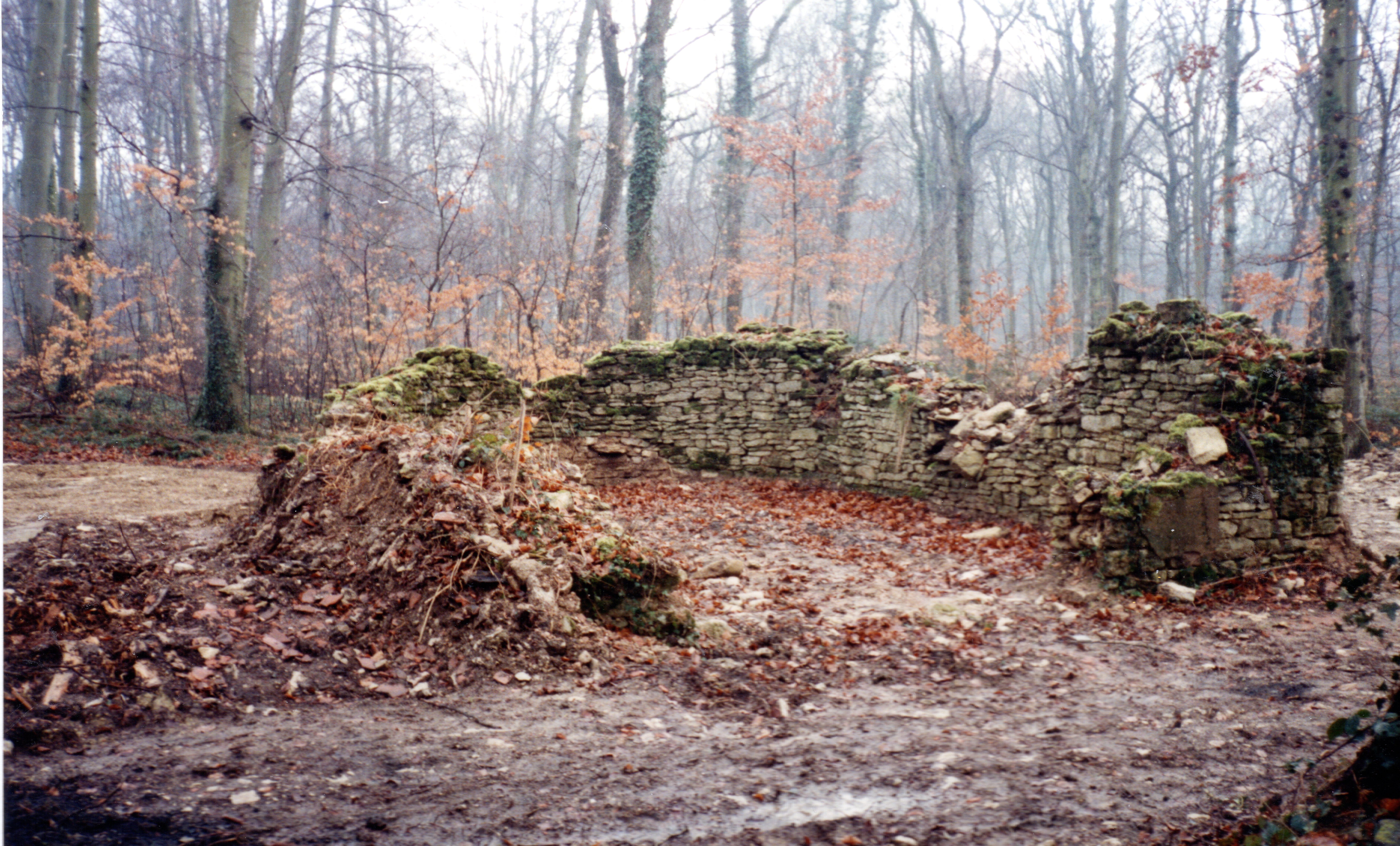
Ruines de la chapelle de Pontpierre, novembre 1994.

Les démarches avant le début des travaux se sont échelonnées sur une période relativement longue pour une association durant laquelle celle-ci a structuré son action autour de trois grandes étapes.
La première étape a consisté à effectuer toutes les recherches possibles pour trouver des traces du passé. Ces recherches se sont structurées de trois manières :
- l’une plus pratique, directement sur le site, avec pelles et pioches, pour trouver d’éventuels objets. Ces fouilles encadrées par Martine Willaume, conservatrice régionale de l’archéologie de la direction régionale des affaires culturelles de Lorraine, ont donné la possibilité de mettre la main sur le pas de porte, le dallage intérieur ainsi que les restes d’un mur effondré ;
- l’autre plus documentaire, par l’examen des archives départementales (le cadastre napoléonien, le registre communal, les écrits des échanges successifs entre le curé et l’évêché, les inventaires paroissiaux…), les archives de la paroisse et de la mairie ;
- la dernière plus consultative, par l’interrogation de la population qui connaissait bien cette chapelle avant la Seconde Guerre mondiale. Comme une procession au départ de Pontpierre était organisée lors d’un des trois jours des Rogations (trois jours avant le jeudi de l’ascension) et qu’une messe y était célébrée à la Saint-Marc (25 avril) ainsi qu’une fois par mois lorsque le temps le permettait, ce lieu de culte était gravé dans la mémoire de tous les habitants.

La seconde étape a tourné autour de la conception des plans. L’association a trouvé le soutien gracieux de Claude Fromholz, architecte urbaniste ; elle s’est fait accompagner par Nadia Devinoy — architecte des bâtiments de France et chef du Service départemental de l’architecture — et par le chanoine Théophile Louis, conservateur délégué des antiquités et objets d’art du département de la Moselle, membre de la commission épiscopale de l’art sacré. Ces appuis ont été essentiels et majeurs dans la rédaction de la demande du permis de construire.
Enfin, la dernière étape a porté sur la consultation du gestionnaire du site, l’Office national des forêts de Saint-Avold et du service instructeur de la demande de permis de construire, la Direction départementale de l’équipement de Faulquemont et de Metz. Face à l’originalité de cette demande de permis de construire, un laps de temps conséquent a été nécessaire pour l’instruction et la validation du permis soutenue activement par le député André Berthol et son conseiller André Wojciechowski.

### La période des travaux, de 1996 à 1998
Dès les travaux de terrassement et de fondation finalisés, la première pierre est posée le 19 mai 1996 par le député André Berthol, le conseiller général François Lavergne, le maire Marc Filser, le curé René Schneider et le président de l’association Philippe Albert. Cette même année, le bulletin communal de Pontpierre publie un article intitulé Année de la renaissance pour la chapelle, en effet, celle-ci renaît de ses cendres.
La mobilisation de la population pour participer à cette reconstruction est telle, qu’aucune demande de subvention n’est nécessaire. Plus de 400 membres composent l’association, dont des donateurs très généreux. Cette générosité pouvait être multiple et prendre plusieurs formes : un don de temps pour participer aux travaux de reconstruction ou à l’organisation des manifestations, une participation aux manifestations, un apport numéraire ou en nature (matériaux, statue, crucifix, portraits, bancs, autel, chandeliers, tuiles, briques…), une mise à disposition d’équipements (pour le terrassement, la maçonnerie, la couverture…) ou d’ateliers de production (pour la charpente, la métallerie, la menuiserie…).
Alors que les donateurs ont une ferveur commune, leurs âges sont très différents et leurs centres d’intérêt sont multiples. Ils peuvent être classés en trois grandes catégories. Les uns y voient une contribution chrétienne et hautement spirituelle. D’autres, par acte citoyen, participent à la restauration d’un patrimoine. Enfin, un troisième groupe de personnes profite de ces temps pour échanger, partager et construire des relations d’amitié. Les hommes se consacrent prioritairement aux activités physiques et les femmes aux activités de collectes, organisationnelles. Aucune main-d’œuvre n’a été rétribuée.

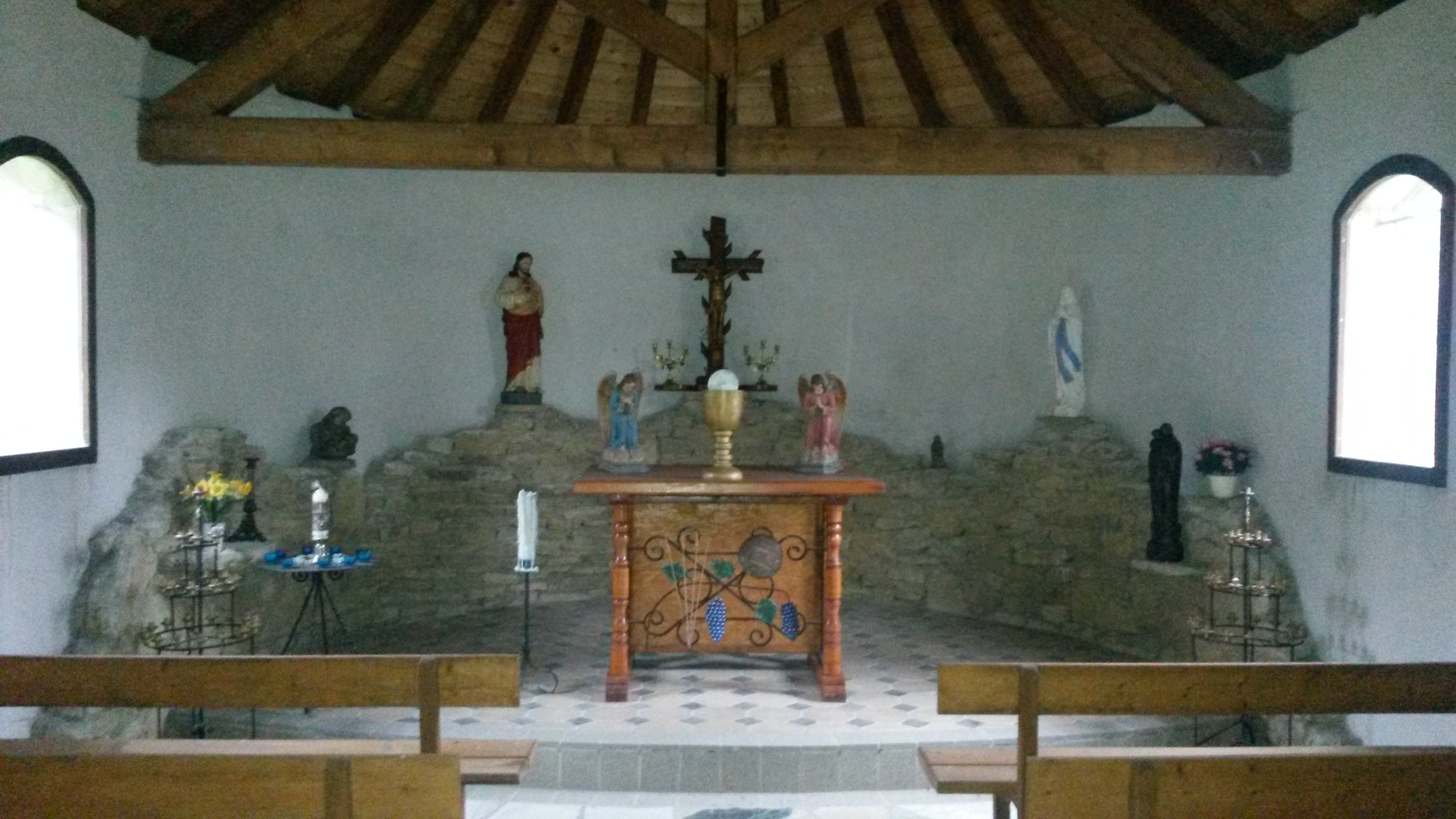
L’abside.

Les manifestations remportent toujours un vif succès. Elles sont organisées à l’église et à la salle des fêtes de Pontpierre, au manoir de Teting-sur-Nied et à la chapelle. Elles accueillent des personnes des communes du secteur et plus éloignées (Pontpierre, Teting-sur-Nied, Laudrefang, Tritteling, Folschviller, Valmont, Saint-Avold, Faulquemont, Créhange, Guessling-Hémering, Vahl-lès-Faulquemont, Morhange, Strasbourg). Une souscription a été organisée sur un rayon d’une dizaine de kilomètres autour de Pontpierre. Les portraits de saint Roch et saint Sébastien sont peints et offerts par Georges Brembor, artiste peintre. Quelques points remarquables de la chapelle : la marche intérieure dans le chœur symbolise l’état d’origine avant la reconstruction, dallage et muret d’époque.

### Retour au culte et au patrimoine
À la suite d’une invitation de l’association, le 19 novembre 1997 Mgr Pierre Raffin, évêque de Metz, accompagné par le curé René Schneider, vient à la rencontre des membres de l’association pour échanger avec eux sur la réintégration de ce bâtiment au patrimoine religieux. Il peut apprécier l’énergie développée par tous les membres ainsi que la foi et la ferveur sans limites de certains. Il découvre aussi l’attachement de la population à cette chapelle où les gens aimaient se rendre avant-guerre soit en procession, lors des jours des Rogations, soit pour participer à la messe le jour de la saint Marc et une fois par mois lorsque le temps le permettait.
Le 20 juin 1998, par un temps ensoleillé, Mgr Raffin prend un grand plaisir à bénir l’édifice. Il est secondé par le curé René Schneider et le diacre Michel Bilthauer. Une plaque réalisée par Mme Faure-Gignoux, artiste de Raville et les élèves du lycée Hanzelet de Pont-à-Mousson immortalise l’événement. Tous les chemins de la forêt sont utilisés pour stationner les voitures venues en grand nombre. Un autocar assure les allers et retours pour les paroissiens de Pontpierre et de Teting-sur-Nied. Les pompiers et la gendarmerie prêtent main-forte à cette organisation. Le curé et les maires des communes aux alentours participent à cette bénédiction. Différentes statues sont offertes.

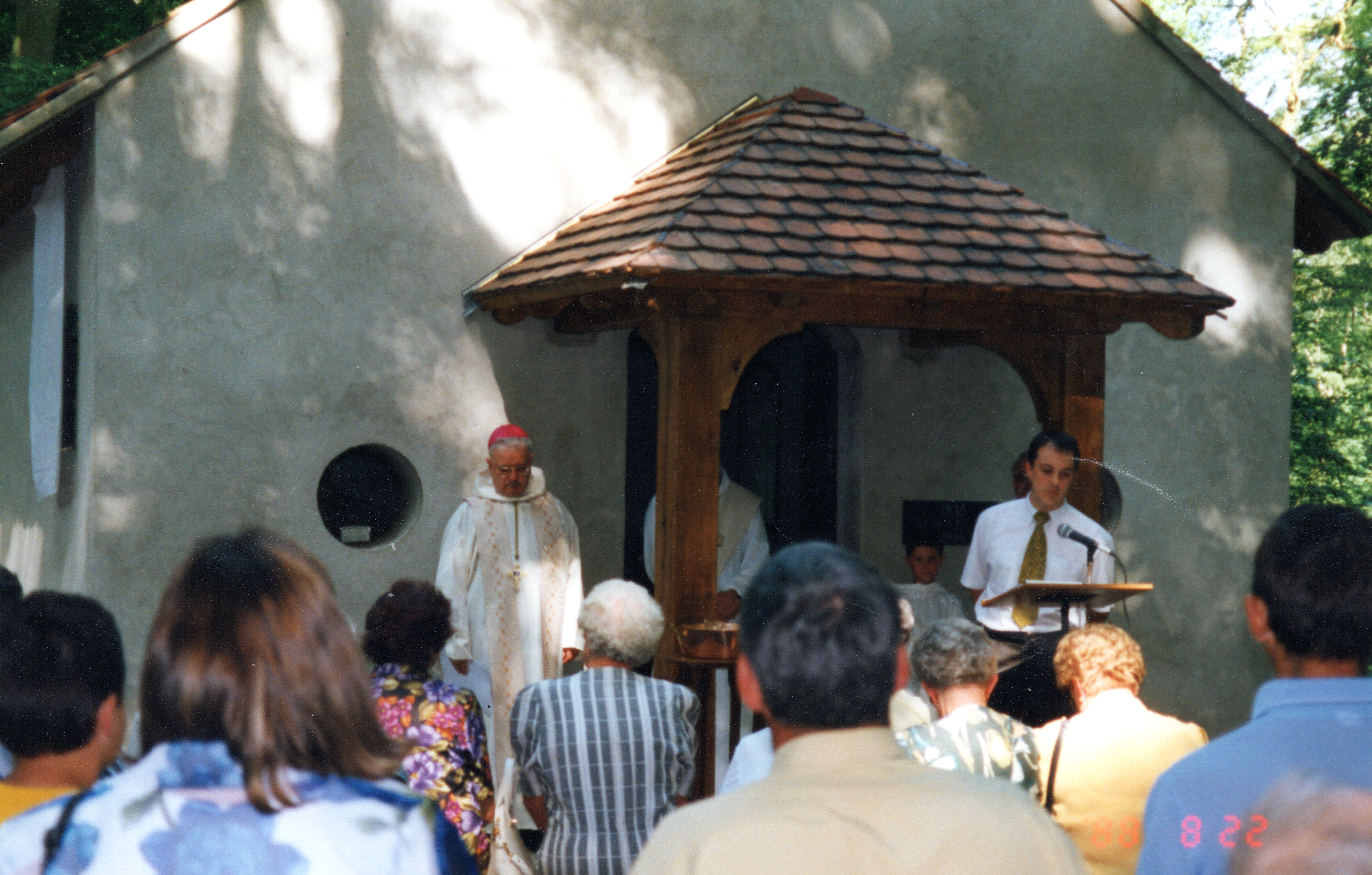
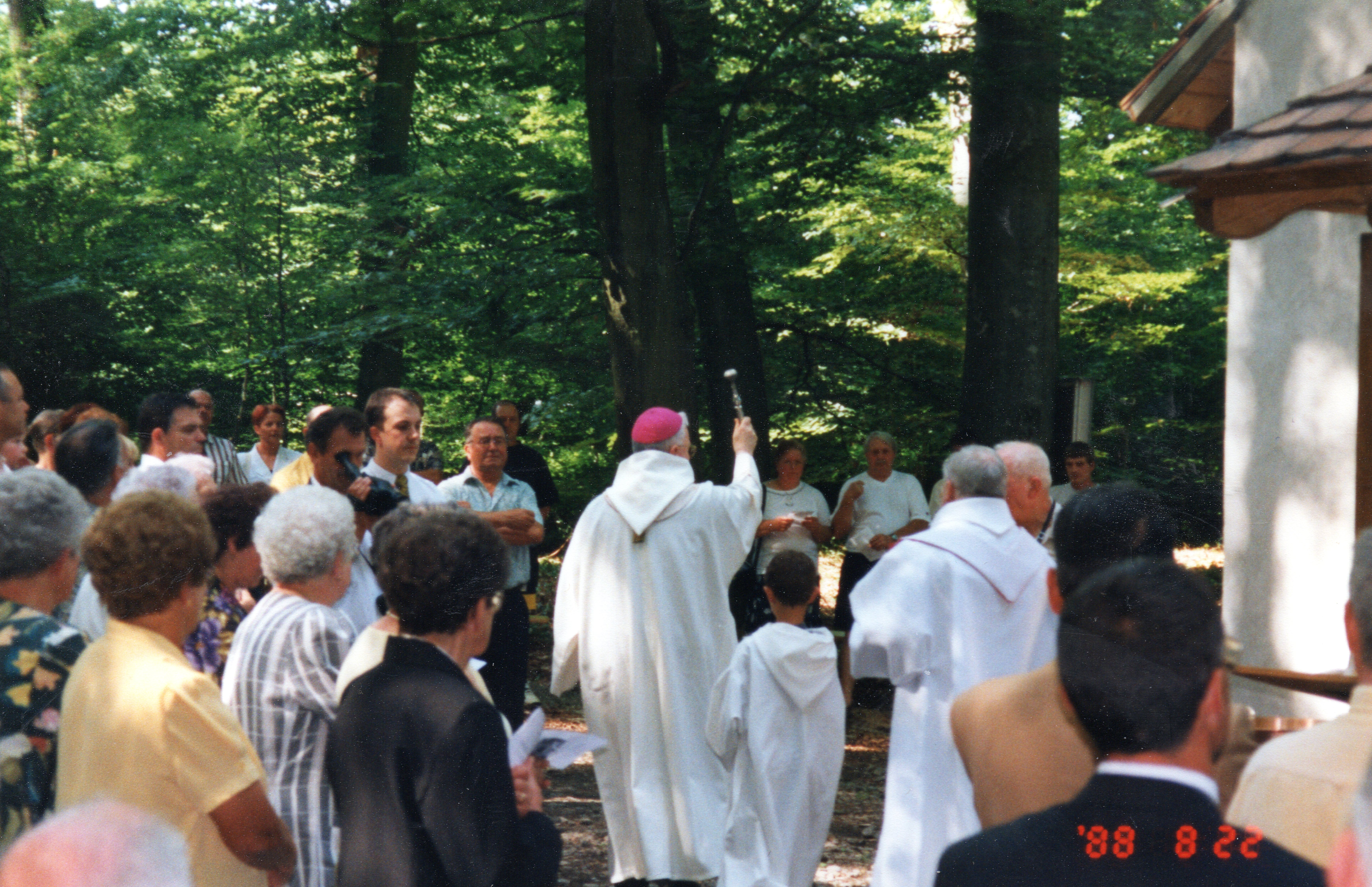
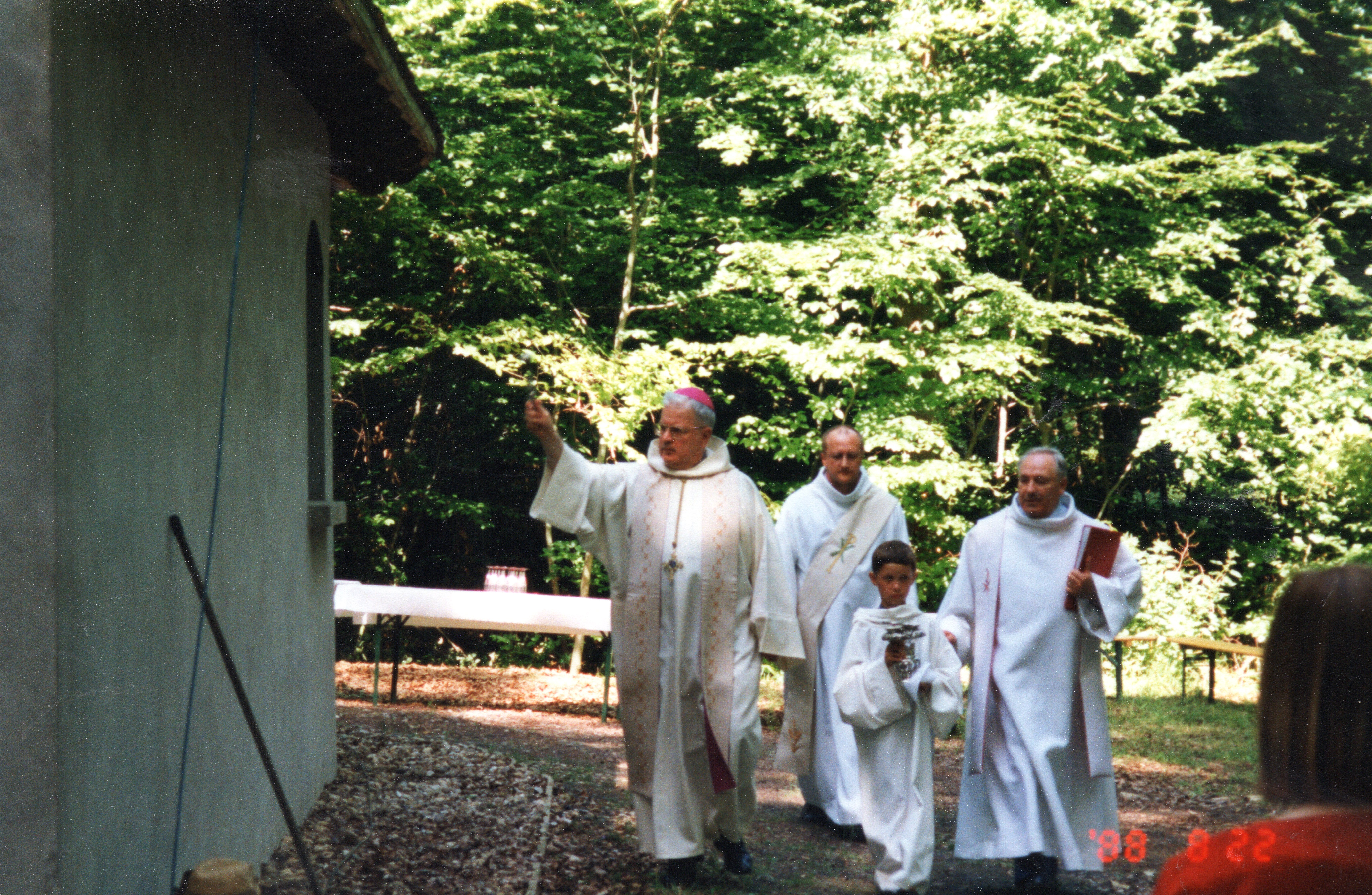
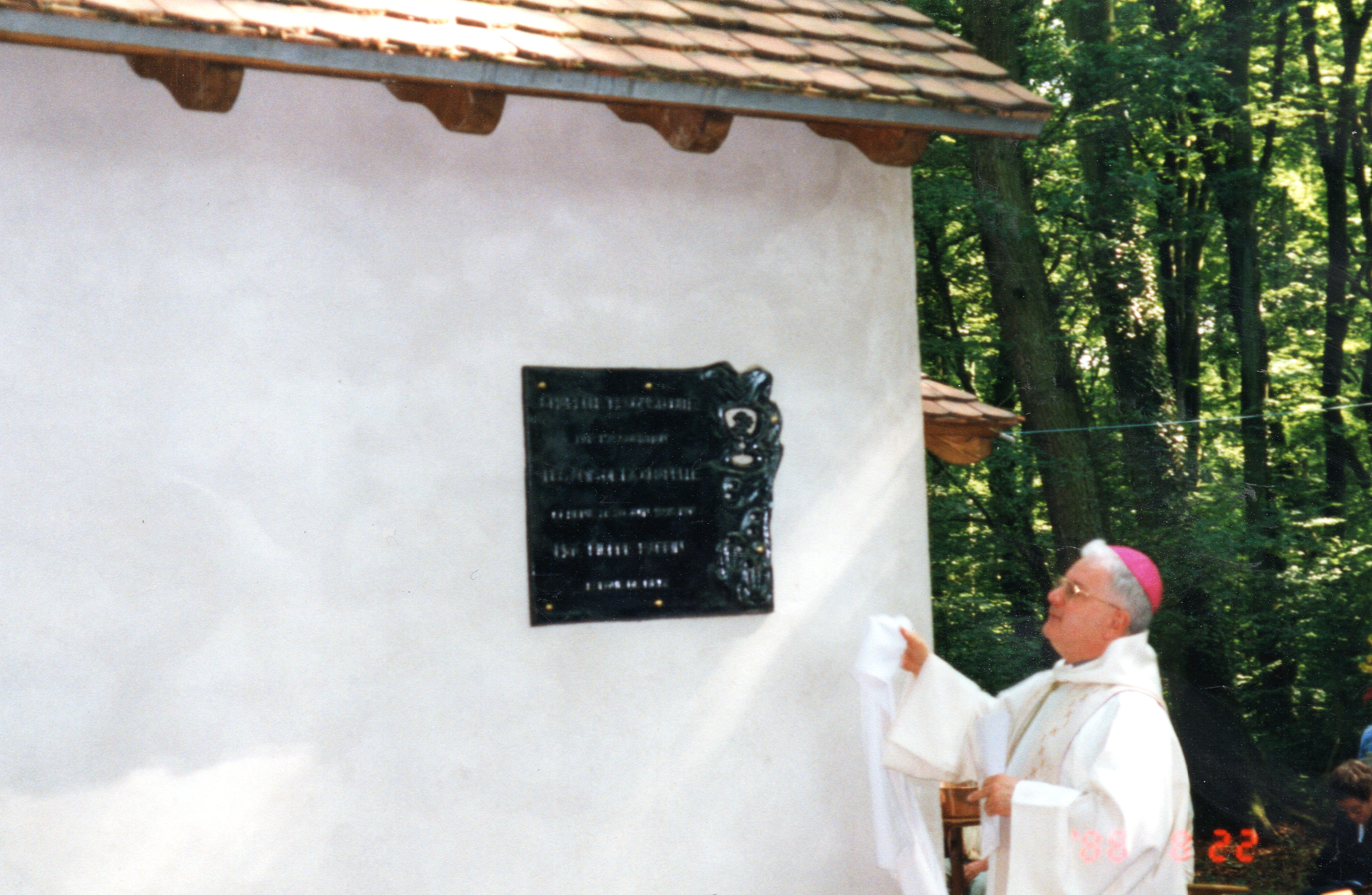

L’année 2008 marque les dix ans de la bénédiction. Plus de quarante personnes sont en possession d’une clé distribuée, sur simple demande, par Philippe Albert, président de l’association des Amis de la chapelle. Comme cette association a atteint ses objectifs, elle est dissoute lors de l’assemblée générale extraordinaire du 14 avril 2016 et ce bien est réintégré aux patrimoines de la paroisse et de la municipalité qui en assurent la gestion et l’entretien : 
- nettoyages de printemps et d’automne de l’intérieur de la chapelle ;
- entretien des espaces verts 4 à 5 fois par année ;
- remplacement de bougies ;
- ouverture des portes lors de circuits pédestres et vététistes ;
- petits travaux d’entretien.

Lors de l’assemblée générale extraordinaire du 14 avril 2016, la dissolution de l’association est adoptée à l’unanimité.
L’assemblée générale décide à l’unanimité d’attribuer les biens de l’association selon les modalités suivantes :
1. biens financiers (l’encaisse s’élève à environ 3 000 euros) ; sur cette somme 400 euros seront reversés à la pastorale des jeunes et le reste, approximativement 2 600 euros seront remis au conseil de fabrique de Pontpierre pour l’entretien intérieur de la chapelle et l’aménagement liturgique de l’église[5] (exemple : autel et ambon) ;
2. biens matériels ; la chapelle est redevenue propriété communale dès la fin des travaux.

L’assemblée générale décide de nommer M. Philippe Albert en qualité de liquidateur. L’assemblée générale confère au liquidateur les pouvoirs les plus étendus pour terminer les opérations en cours, procéder au recouvrement des créances, payer les dettes éventuelles, attribuer le boni de liquidation éventuel selon les modalités définies dans la résolution précédente. L’assemblée générale donne également pouvoir au liquidateur d’accomplir toutes les formalités déclaratives et de publicité liées à la dissolution.
L’assemblée générale décide à l’unanimité de fixer à l’adresse de domiciliation de M. Philippe Albert, le lieu où la correspondance doit être adressée et celui où les actes et documents concernant la liquidation doivent être conservés.